# (25531) Lessek
(25531) Lessek est un astéroïde de la ceinture principale d'astéroïdes.

## Description
(25531) Lessek est un astéroïde de la ceinture principale d'astéroïdes. Il fut découvert le 12 décembre 1999 à Socorro (Nouveau-Mexique) par le projet LINEAR. Il présente une orbite caractérisée par un demi-grand axe de 2,32 UA, une excentricité de 0,17 et une inclinaison de 9,0° par rapport à l'écliptique.

## Compléments